# Смирнов-Платонов, Григорий Петрович
Григорий Петрович Смирнов-Платонов  (1825—1898) — протоиерей, духовный писатель и общественный деятель.

## Биография
Сын московского священника родился в Москве в 1825 году. Обучался в Московской духовной семинарии и с 1846 года — в Московской духовной академии. Был удостоен стипендии митрополита Платона (Левшина), вместе с правом именоваться "Платоновым".
В 1850 году был выпущен по 1-му разряду и определён в академию бакалавром по классу ветхозаветной истории и греческого языка. Защитил магистерскую диссертацию «О литургии преждеосвященных даров» и 13 июня 1851 года был возведён в степень магистра. После двух лет академической службы был переведён на кафедру патрологии. Кроме этого осенью 1850 года он стал посещать Московский университет, сосредоточившись на лекциях Ф. И. Буслаева и П. М. Леонтьева. В 1852—1855 годах преподавал в Московской духовной семинарии. 
«Посвящён во священники Сретенского сорока, к Николаевской, что при доме Московской семинарии, церкви 1855 декабря 24-го». С 6 июня 1856 года более 35 лет служил в Воскресенской церкви на Остоженке; с 1892 года был настоятелем церкви Николы Явленного на Арбате. Был законоучителем Александро-Мариинского женского училища, Елизаветинской женской гимназии при доме воспитания сирот убитых воинов, училища имени В. Е. Чертковой.
Вместе с Н. А. Сергиевским и П. А. Преображенским, он был одним из главных деятелей по изданию «Православного обозрения», с 1869 года был его редактором; разместил в нём свои статьи: «Религиозный вопрос», «О неканонических книгах Ветхого Завета», «О книге Товит», «О книге Иудифь», «Материалы для внутренней истории русской церкви», «Книги для народа», «О русском переводе книги Иисуса сына Сирахова», «Религиозное состояние народов, остающихся вне христианства» и др. 
Кроме того, Смирнов-Платонов печатал свои статьи в «Радости христианина», «Богословском вестнике», «Русском вестнике» (несколько исторических заметок) и «Московских церковных ведомостях». Плодом его законоучительской деятельности стала книжка «Опыты изложения Закона Божия по нормальной программе на испытание зрелости» (М., 1893). Его проповеди печатались в «Православном обозрении», «Московских церковных ведомостях»; в отдельных брошюрах.
С 1880-х годов Г. П. Смирнов-Платонов активно участвовал в делах общественной благотворительности: устраивал ясли, издавал журнал «Детская помощь» (с 1885 по 1895 гг.), участвовал в комиссии по вопросу об общественном призрении, организовывал публичные богословские чтения.
Был одним из видных членов Общества любителей духовного просвещения; при его содействии общество получило обширную богословскую библиотеку протоиерея А. М. Иванцова-Платонова.
В 1889—1892 годах состоял гласным Московской городской думы.
Умер 16 (28) февраля 1898 года; похоронен 19 февраля 1898 года на кладбище Алексеевского девичьего монастыря. Последней публикацией его стали воспоминания о А. П. Протасове (Русский архив. — 1897. — № 9).
Семья
В клировой ведомости за 1862 год было указано: «В семействе у него жена Варвара Алексеевна 32 лет. Дети — Александр 8 лет, Пётр 7 лет, Алексей 6 лет, Варвара 5 лет, Сергий 3 лет, Григорий 1 год».